# Gibson Les Paul Custom
Gibson Les Paul Custom je model nastao kao nadogradnja 1954., godine na standarnu varijaciju Gibson Les Paul gitare iz 1952., godine.

## Konstrukcija
Gibson Les Paul gitara je predstavljena 1952., godine. Izrađena je u cijelosti od mahagonija (tijelo i vrat) s dva P-90 elektromagneta. Gitara je bila dostupna samo u zlatnoj finiš završnici, da bi 1954., godine izrađena i viša, luksuznija verzija Custom/Kastum gitara. Pretpostavlja se na osobni zahtjev Les Paula, jer je navodno želio stvoriti više luksuzanu, i elegantniju liniju gitare. Težio je da novi Kastum model svojim izgledom i ostavlja dojam tih osobina, pa je s pravom dobila nadimak "crna ljepotica". Na ovoj gitari po prvi puta je predstavljen novi Tune-o-Matic most, s crnom pločom (trouglasti štitnik/ukras na tijelu gitare ispod elektromagneta). Hvataljka na vratu Kastum gitare je od palisandera sa sedefnim trapezoidnim oznakama. Glava vrata je crne boje, s pozlatom na mehanizmima za zatezanje žica. Mehanika na gitari je kvalitetno izrađena od kroma, u pozlati i boji srebra. Elektromagneti su raspoređeni tako da je P-90 ostao i dalje bliže mostu, a novina u izvedbi je ta što je za drugi elektromagnet stavljen Seth Lover Alnico elektromagnet, na mjestu bliže vratu gitare. Pragovi su za razliku od uobičajenih Les Paul gitara niži i ravniji, tako da je gitara uskoro je dobio nadimak "čudo bez pragova". Prekidač je tropolni, a potenciometri su dva za volumen i dva za ton, čime se balansira fazno uključivanje elektromagneta pojedinačno ili u seriju. 
"Crna ljepotica" je 1957., godine predstavljena kupcima s 2. ili 3. PAF dvostrukih elektromagneta. Za razliku od prijašnjeg modela nazvanog "čudo bez pragova", ovaj model je puno bliži medium jumbo obliku pragova.
Danas Les Paul Custom radi gitare i dalje od mahagonija, ali ih oblikuje u sendvič od javora. Više se ne prakticira izrada cijelog tijela gitare od mahagonija, kao u modelu Kastuma iz 1954., godine. Boje na raspolaganju su: srebrna, crveno vino, snježno bijela, prirodna boja drveta (javor). Kastum modeli razlikuje se od Les Paul Standard gitara na mnogo načina. Kozmetičke razlike uključuju pozlatu i srebrnu boju za mehaniku, umetci na hvataljci imaju oblik "krune", "Split Diamond"- višedjelni biserni umetak na glavi vrata, i povez kao ukras oko tijela i glave vrata. Pri analizi gitare uviđaju se novine u ebanovini za hvataljku kojem se teži "snappier" zvuku, a zbog nešto nižih pragova i boljoj svirljivosti same gitare.

## Poznati glazbenici
- Billie Joe Armstrong (Green Day)[4]
- Martin Barre (Jethro Tull)[5]
- Jeff Beck[6]
- Wayne Bennett (Bobby Bland)[7]
- Chuck Berry[8][9]
- Marc Bolan[10]
- Eric Clapton(The Yardbirds, Cream, Blind Faith)[11][12]
- Allen Collins (Lynyrd Skynyrd, Rossington Collins Band, Allen Collins Band)
- Sheryl Crow[13]
- Dave Davies (The Kinks)[14]
- John Entwistle (The Who)
- Ace Frehley (Kiss)[15]
- Jimi Hendrix (The Jimi Hendrix Experience)[16]
- Tony Iommi (Black Sabbath)[17][18][19][20]
- Mick Jones (The Clash/Big Audio Dynamite/ Carbon/Silicon)
- Steve Jones (Sex Pistols)
- Albert King[21][22]
- B. B. King[23][24]
- John Lennon The Beatles[25][26]
- Bob Marley (Bob Marley and The Wailers)
- Paul McCartney[27][28]
- Mike Oldfield[29]
- Jimmy Page (The Yardbirds/Led Zeppelin/solo)[30]
- Keith Richards (The Rolling Stones)[31][32][33]
- Carlos Santana[8][34]
- Mick Taylor (The Rolling Stones/solo)
- Pete Townshend (The Who/solo)[35][36]
- Eddie Van Halen[37]
- Leslie West (Mountain)[38]
- Carl Wilson (The Beach Boys)
- Angus Young (AC/DC)[39]

## Ostali modeli
Gibson je podružnica tvornicama: Kramer, Tobias, Steinberger, Kalamazoo, Valley arts i Epiphone  ,koja također izrađuje Les Paul Custom gitare.
Najnoviji modeli dostupni su u raznim varijacijama i završnim oblicima. Izdvajam samo neke: ebanovina za tijelo i pozlatom za mehaniku, a u ograničenom broju s kromiranom pločom. Zatim, kombinacije boje tijela i mehanike: snježno bijela s pozlaćenom mehanikom, srbrne boje modela s pozlaćenom krom mehanikom, zatim kombinacije s EMG elektromagnetima itd.

## Vanjske poveznice
- Gibson Les Paul Custom
- The History of the Les Paul  Arhivirana inačica izvorne stranice od 10. svibnja 2007. (Wayback Machine)